# 周仲铮
周仲铮 (英語：Chow Chung-cheng, 1908年7月20日—1996年8月31日）本名叫周莲荃，后改为周仲铮。是一位德国华裔艺术家。因刺绣艺术和自传体著作而闻名。

## 生平
1908年出生在福建南平市延平区，来自一个官宦世家，祖父是清朝两广总督周馥，父亲是企业家周学辉，家里三子两女（两子早夭），自己是次女。最初是家庭式教育，当她提出像其他兄长一样进入公立学校读书时被拒绝，1921年祖父周馥 (清朝)在天津去世，她抓住这个机会离开天津前往北京，在与父母沟通周璇三个月后，得到父母允诺让她和其他姐妹可以进入公立学校，可以自由选择人生伴侣之后才归家。:12先后考入北洋女师范学堂（现河北师范大学）和南开大学，1926年9月21日正值大三，她离开南开大学准备前往英格兰学习医学，从天津乘船前往上海，经过一个月航行到达法国马赛，:46连夜赶去巴黎最终却进入巴黎政治学院学习，1933年获得政治科学博士学位。:431936年和丈夫回到中国，定居在北京。但不久之后，1940年回到巴黎又嫁给一个德国汉学家。他们在荷兰莱顿大学教书三年，当第二次世界大战爆发搬去柏林，为了战后生存，1951年至1953年她在阿尔弗雷德·马克劳指导下在汉堡美术学院学习绘画。她在西德，法国，意大利，西班牙和中国都先后举办过展览，1982年9月在天津艺术博物馆举办画展，堂兄周叔弢也前来捧场，展会后将大部分画作都捐献给天津艺术博物馆，此外她还在天津美术学院设立周仲铮奖学金。:86其自传体德语著作《小舟》被翻译成英语、法语、意大利语和荷兰语。
1996年8月31日在德国波恩逝世，享年88岁。

## 著作
- 《小舟》，中国文联出版公司，1986年7月
- 《十年幸福》
- 《金花奴》
- 《树王》
- 《小采鱼》
- 《海阔凭鱼跃，天高任鸟飞》